# Йоганн Готтфрід Піфке
Йохан Готфрід Піфке (нім. Johann Gottfried Piefke; 9 вересня 1815, Сквежина — 25 січня 1884, Франкфурт-на-Одері) — прусський композитор творів для військового оркестру.

## Біографія
Народився 9 вересня 1815 року у місті Шверін-на-Варті (нині Сквежина, Польща) в сім'ї органіста Йохана та його жінки Доротеї Піфке.
1 травня 1835 вступив на військову службу як гобоїст до 8-го Лейб-гренадерного полку, з місцем дислокації у Франкфурт-на-Одері. У вересні 1838-го вступив до військового музичного училища в Берліні, серед вчителів Піфке були Отто Грель та Аугуст Вільгельм Бах.
1 червня повернувся до свого підрозділу як штаб-гобоїст. 1852-го був переведений з частиною свого полку до Берліна. 23 червня (за іншими даними 21 травня) отримав звання Королевського музичного директора (нім. Königlicher Musikdirektor)
1860-го повернувся до Франкфурту у зв'язку з мобілізацією. З 1864 учасник Данської війни, зокрема битви при Дюббелі, після котрої скомпонував два марші, котрі згодом увійшли до Королевської колекції — Düppeler Sturmmarsch та Düppel-Schanzen-Sturm-Marsch.
20 березня 1865-го Вільгельм I призначив Піфке начальником оркестру III-го армійського корпусу (зі штабом у Берліні). 1866-го року брав участь у Австро-прусській війні, в битві при Кеніггратці. Після її закінчення керував організацією великого військового параду, за участі оркестрів III, IV, а також частини II армійського корпусу, на честь перемоги прусських військ, в Гензерндорфі. На парад-концерті були присутні усі найвищі посадовці прусської армії, а також члени королівської родини на чолі з Вільгельмом I.
Піфке захворів під час осади Мецу за участі у кампанії Французько-прусської війни та повернувся до Франкфурту. Після повернення до міста займався класичною музикою (аранжував твори Людвіг ван Бетховена, Джакомо Мейєрбера, Карл Марія фон Вебера, Фелікс Мендельсона, Ференца Ліста і Ріхарда Вагнера) та організацією концертів.
Помер Піфке 25 січня 1884-го. Після трьох днів військових почестей його було поховано на Старому Кладовищі Франкфурту. Могила композитора не збереглася, а пам'ятник, встановлений на його честь, було зруйновано в 1945 році.

## Нагороди
- Хрест за штурм Дюббеля, 1864
- Золота медаль кайзера Австро-Угорщини, 1865
- Орден дому Гогенцоллернів, 18 января 1869
- Залізний Хрест II класу, 1871
- Орден Корони IV класу, 1880

## Твори

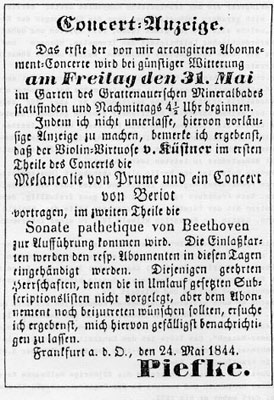
Афіша концерту Піфке у Франкфурт-на-Одері 1844-го року

Йохан Готфрід Піфке залишив після себе значний музичний спадок: вальси, польки, аранжування класичних творів а також біля 60-ти маршів для військового оркестру найвідоміші з котрих Preußens Gloria (написаний на честь перемоги та Об'єднання Німеччини) і Königgrätzer-Marsch (присвячено перемозі під Кеніггратцем) :
- 1846 Pochhammer-Marsch; AM II, 137
- 1855 Gitana-Marsch; AM II, 164
- 1864 Margarethenmarsch; AM II, 182
- 1864 Düppeler Sturmmarsch; AM II, 185
- 1864 Düppel-Schanzen-Sturm-Marsch; AM II, 186
- 1865 Siegesmarsch; AM II, 189
- 1865 Der Alsenströmer; AM II, 190
- 1865 Der Lymfjordströmer; AM II, 191
- 1866 Königgrätzer Marsch[de]; AM II, 195
- 1870 Siegesmarsch von Metz
- 1871 Preußens Gloria; AM II, 240
- 1871 Neuer Pariser Einzugs-Marsch

та інші